# Fada, Nyköpings kommun

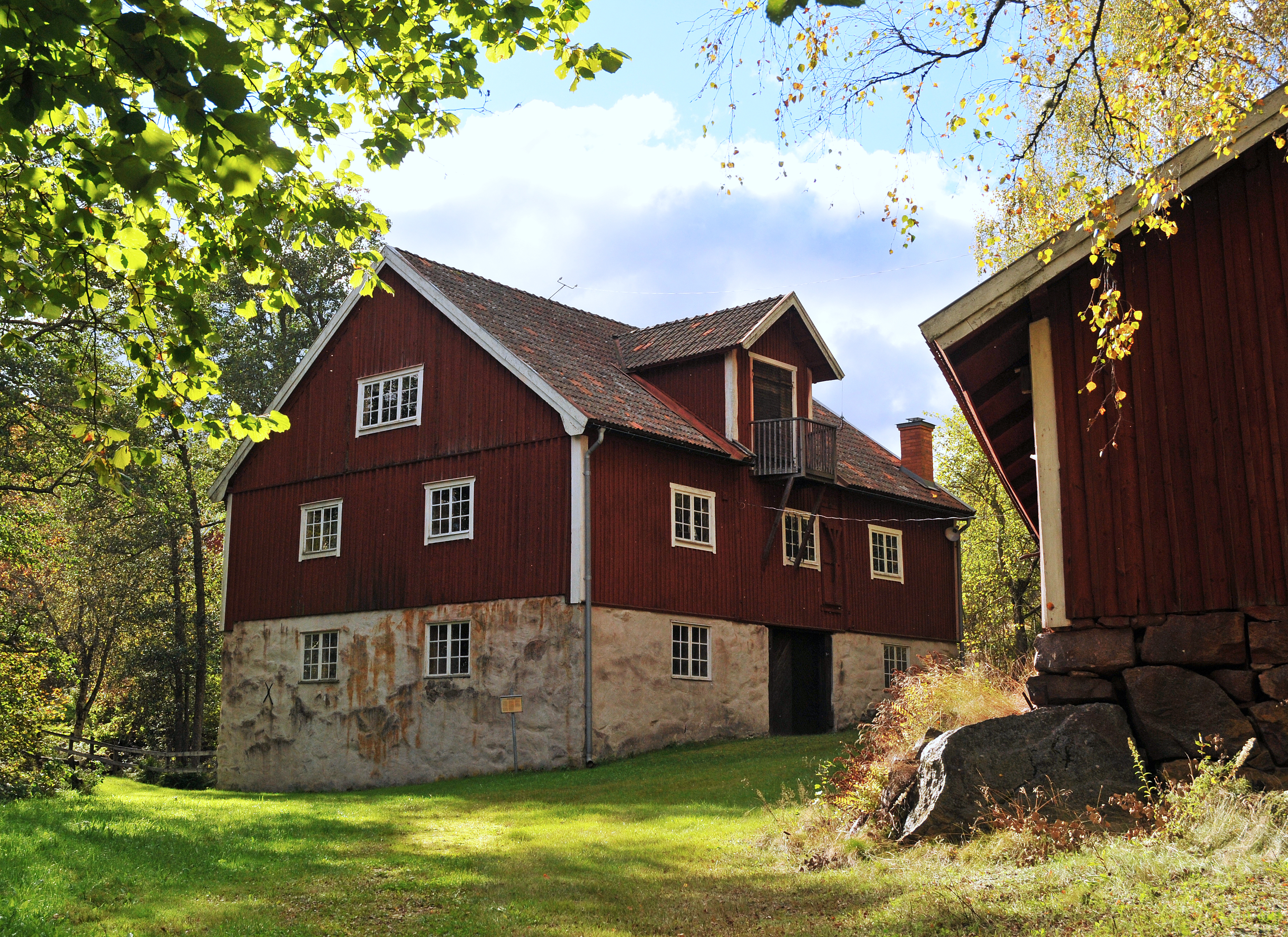
Fada kvarn vid övre fallet 2015.

Fada (Fada kvarn) är en ort och tidigare kvarn, sågverk och järnbruk i Tuna socken i Nyköpings kommun, belägen cirka 15 kilometer väster om Nyköping. I Fada finns idag (2015) resterna av en kvarn och en smedja.
Fada kvarn ( "Fade quern") omtalas i dokument första gången 1480, då sven härifrån vittnar vid lagmansting. Under 1500-talet saknas dock kvarnen och Fada upptas i skattelängderna som 1/2 mantal kronojord.
I anslutning till fallet lät Louis de Geer och Gillis de Besche d.ä. år 1627 bygga en masugn där tackjärnet användes för kanontillverkning vid Fada Cronobruk, enligt en reseberättelse 1634. Bruket, som lades ned på 1660-talet lågt troligtvis vid nuvarande Fada gård.
Före 1920 fanns ytterligare en kvarn längre ner i fallet. Längst ner fanns en såg som revs 1920 och ersattes med en kraftstation som fick vatten via en tub från Fadadammen. 
Fada Kraftstation lades ned 1966 men kopplades åter in på kraftnätet 1982. Fallhöjden från Fadadammen är cirka 32 meter.

## Galleri

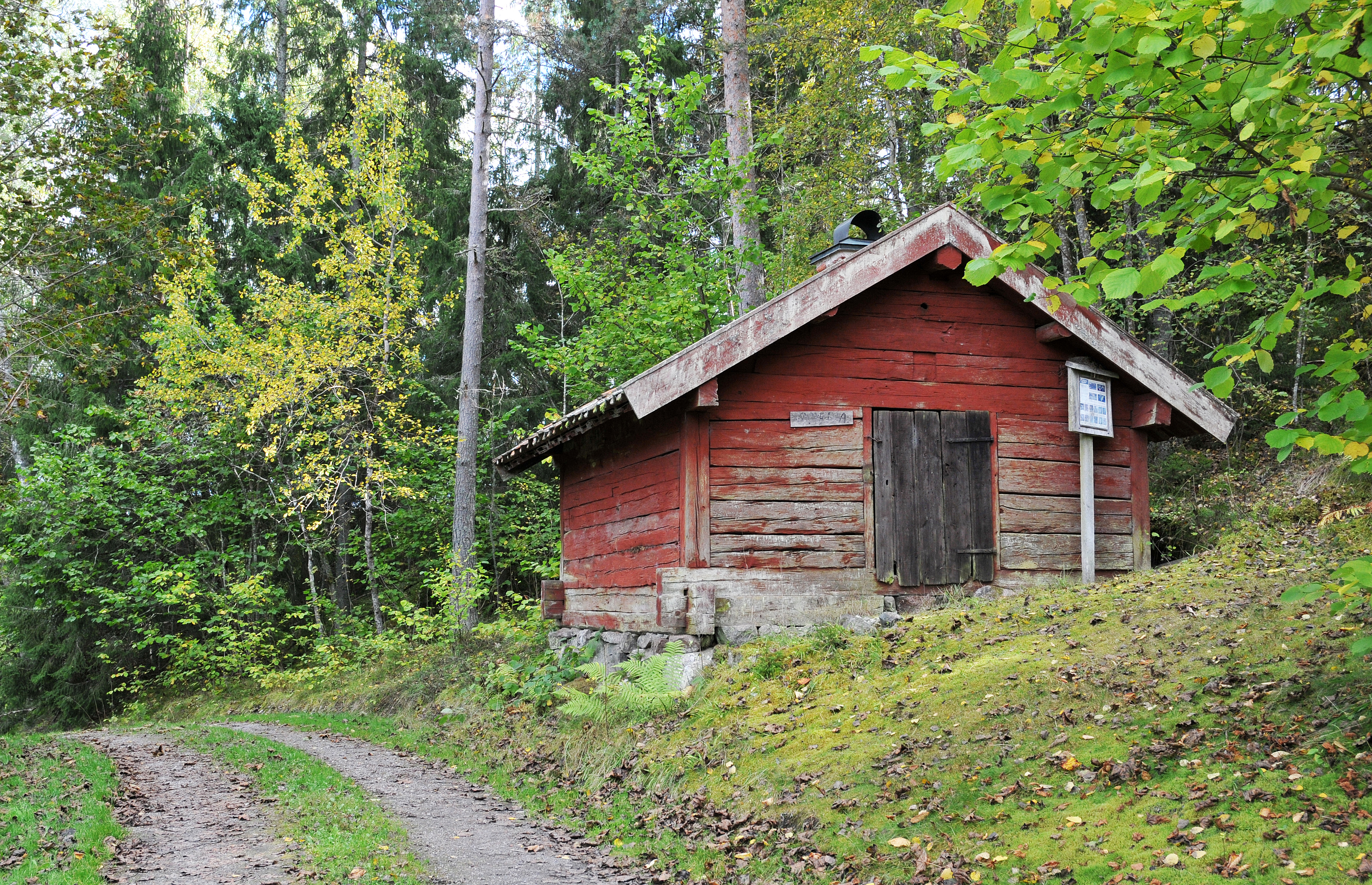
Fada smedja.
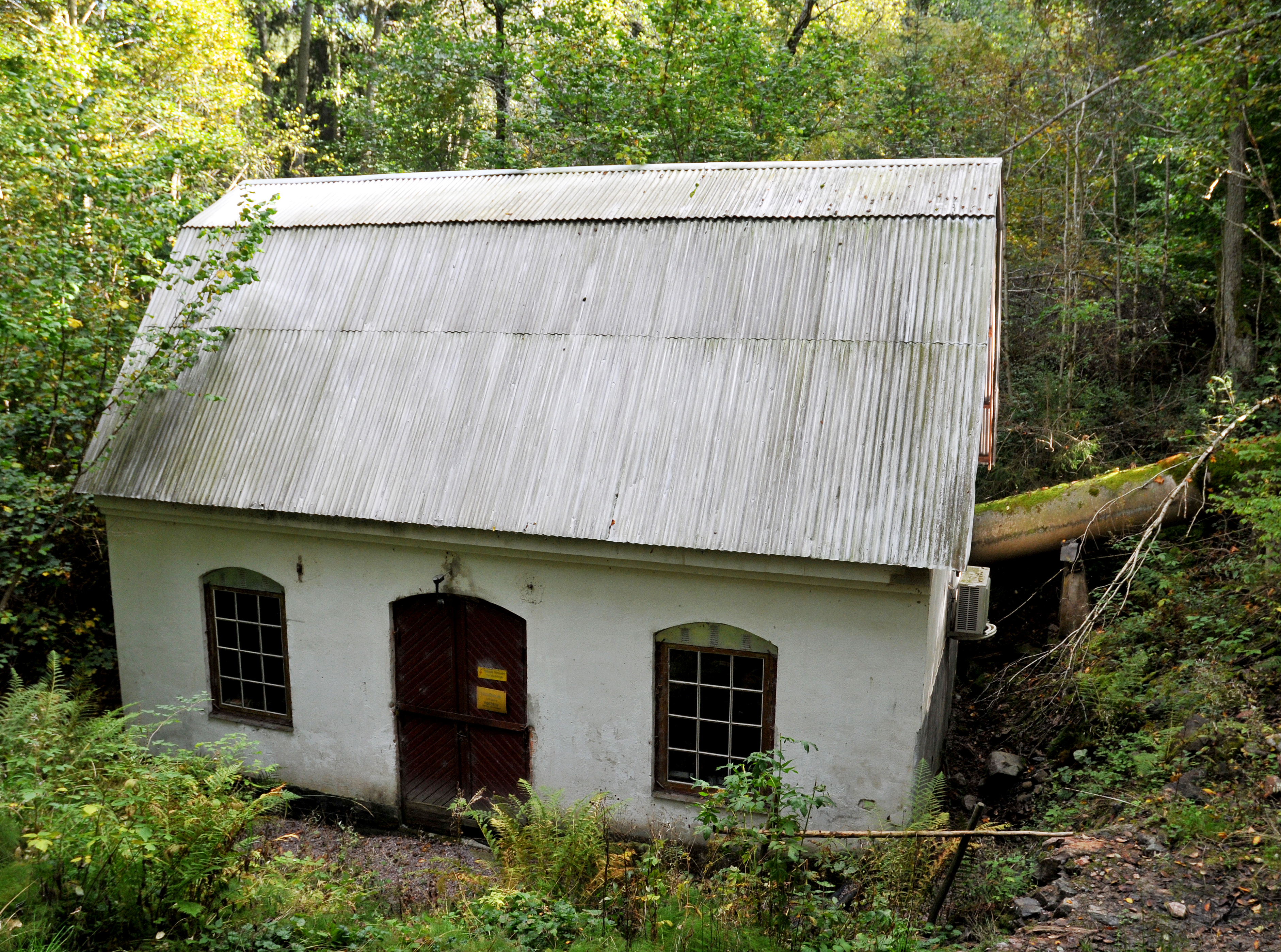
Fada kraftstation.